# Villariezo
Villariezo – gmina w Hiszpanii, w prowincji Burgos, w Kastylii i León, o powierzchni 10,24 km². W 2011 roku gmina liczyła 569 mieszkańców.